# 小涅尼斯卡山
47°57′43.6″N 24°27′52.8″E / 47.962111°N 24.464667°E
小涅尼斯卡山（烏克蘭語：Неніска Мала）是烏克蘭的山峰，位於該國西部外喀爾巴阡州，屬於烏克蘭喀爾巴阡山脈中胡楚爾阿爾卑斯山脈的一部分，海拔高度1,818米。